# Arcidiocesi di Fuzhou
L'arcidiocesi di Fuzhou (in latino Archidioecesis Fuceuvensis) è una sede metropolitana della Chiesa cattolica in Cina. Nel 1950 contava 40.525 battezzati su 2.975.730 abitanti. È retta dal vescovo Joseph Cai Bingrui.

## Territorio
L'arcidiocesi comprende parte della provincia cinese di Fujian.
Sede arcivescovile è la città di Fuzhou, dove si trovano la cattedrale di San Domenico e l'ex-cattedrale del Santo Rosario.

## Storia
Il vicariato apostolico di Fujian fu eretto il 15 ottobre 1696 con il breve E sublimi Sedis di papa Innocenzo XII, ricavandone il territorio dalla diocesi di Nanchino (oggi arcidiocesi).
Verso la metà del XVIII secolo i missionari domenicani soffrirono la persecuzione e il martirio. Il 26 maggio 1747 il vicario apostolico Pedro Sans i Jordà fu imprigionato, torturato e decapitato. A lui succedette Francisco Serrano Frías, che fu martirizzato per soffocamento il 28 ottobre 1748. Nello stesso giorno furono martirizzati anche i sacerdoti Juan Alcober Figuera, Joaquín Royo Pérez e Francisco Díaz del Rincón.
Nel 1758 i vicariati apostolici di Chekiang (oggi diocesi di Ningbo) e di Kiangsi (oggi arcidiocesi di Nanchang) furono affidati al vicario apostolico di Fujian.
Il 14 agosto 1838 i vicariati uniti di Chekiang e di Kiangsi furono nuovamente resi indipendenti con il breve Ex debito di papa Gregorio XVI.
L'11 dicembre 1883 cedette una porzione del suo territorio a vantaggio dell'erezione del vicariato apostolico di Amoy (oggi diocesi di Xiamen). In quest'ultima occasione, cambiò nome in vicariato apostolico di Fokien Settentrionale.
Il 19 luglio 1913 cedette un'altra porzione di territorio al vicariato apostolico di Amoy.
Il 27 dicembre 1923 cedette ulteriori porzioni di territorio a vantaggio dell'erezione del vicariato apostolico di Funingfu (oggi diocesi di Xiapu) e della prefettura apostolica di Tingzhou (oggi diocesi di Changting), assumendo contestualmente il nuovo nome di vicariato apostolico di Fuzhou.
Il 18 luglio 1929 e il 6 maggio 1931 cedette ancora porzioni di territorio a vantaggio dell'erezione delle missioni sui iuris rispettivamente di Shaowu e di Jianningfu.
L'11 aprile 1946 il vicariato apostolico è stato elevato ad arcidiocesi metropolitana con la bolla Quotidie Nos di papa Pio XII.
Le diocesi del Fujian sono state ridisegnate dalla Conferenza episcopale ufficiale: le sei diocesi riconosciute dalla Santa Sede (Funing, Fuzhou, Jian'ou, Shaowu, Tingzhou e Xiamen) sono state accorpate a formarne solo tre: Fuzhou, Mindong e Xiamen.
Il 25 febbraio 1991 fu ordinato vescovo "ufficiale" dell'arcidiocesi il sacerdote "clandestino" Joseph Zheng Changcheng, mentre il vescovo "clandestino" riconosciuto da Roma era monsignor Paul Yang Shidao, ordinato il 10 febbraio 1987; quest'ultimo è deceduto il 28 agosto 2010.
Il 9 giugno 2020 le autorità cinesi hanno riconosciuto il ministero del vescovo Pietro Lin Jiashan, nominato fin dal 2016 a capo della chiesa di Fuzhou dalla Santa Sede, ma fino ad allora considerato "clandestino". Mons. Lin Jiashan è deceduto il 14 aprile 2023.

## Cronotassi dei vescovi
Si omettono i periodi di sede vacante non superiori ai 2 anni o non storicamente accertati.
- François Pallu, M.E.P. † (15 aprile 1680 - 29 ottobre 1684 deceduto)
- Bernardino della Chiesa, O.F.M. † (29 ottobre 1684 succeduto - 1687 dimesso[5])
- Charles Maigrot, M.E.P. † (5 febbraio 1687 - 4 maggio 1708 dimesso)
- Magino Ventallol, O.P. † (3 dicembre 1718 - 3 gennaio 1732 deceduto)
- San Pedro Sans i Jordà, O.P. † (3 gennaio 1732 succeduto - 26 maggio 1747 deceduto)
  - San Francisco Serrano Frías, O.P. † (26 maggio 1747 succeduto - 28 ottobre 1748 deceduto) (vescovo eletto)[6]
- Francisco Pallás Faro, O.P. † (11 luglio 1753 - marzo 1778 deceduto)
- José Calvo, O.P. † (16 febbraio 1781 - 15 ottobre 1812 deceduto)
- Roque José Carpena Díaz, O.P. † (15 ottobre 1812 succeduto - 30 dicembre 1849 deceduto)
- Miguel Calderón, O.P. † (30 dicembre 1849 succeduto - 14 febbraio 1883 deceduto)
- Salvador Masot y Gómez, O.P. † (20 giugno 1884 - 17 marzo 1911 deceduto)
- Francisco Aguirre Murga, O.P. † (13 dicembre 1911 - 12 giugno 1941 deceduto)
- Theodore Labrador Fraile, O.P. † (13 giugno 1946 - 6 maggio 1980 deceduto)
  - Sede vacante
  - Paul Yang Shidao † (10 febbraio 1987 ordinato vescovo - 28 agosto 2010 deceduto) (vescovo clandestino)
  - Joseph Zheng Changcheng † (25 febbraio 1991 ordinato vescovo - 18 dicembre 2006 deceduto) (vescovo ufficiale)
  - Pietro Lin Jiashan † (28 agosto 2010 succeduto - 14 aprile 2023 deceduto)
- Joseph Cai Bingrui, dal 15 gennaio 2025[7][8]

## Statistiche
L'arcidiocesi nel 1950 su una popolazione di 2.975.730 persone contava 40.525 battezzati, corrispondenti all'1,4% del totale.
| anno | popolazione | popolazione | popolazione | presbiteri | presbiteri | presbiteri | presbiteri                | diaconi | religiosi | religiosi | parrocchie |
| anno | battezzati  | totale      | %           | numero     | secolari   | regolari   | battezzati per presbitero | diaconi | uomini    | donne     | parrocchie |
| ---- | ----------- | ----------- | ----------- | ---------- | ---------- | ---------- | ------------------------- | ------- | --------- | --------- | ---------- |
| 1950 | 40.525      | 2.975.730   | 1,4         | 39         | 27         | 12         | 1.039                     |         |           |           |            |

Secondo AsiaNews nel 2020 nell'arcidiocesi erano presenti circa 300.000 battezzati, 120 sacerdoti e 500 suore.